# 199年
| 千纪： | 1千纪                                                                                           |
| 世纪： | 1世纪 \| 2世纪 \| 3世纪                                                                         |
| 年代： | 160年代 \| 170年代 \| 180年代 \| 190年代 \| 200年代 \| 210年代 \| 220年代                       |
| 年份： | 194年 \| 195年 \| 196年 \| 197年 \| 198年 \| 199年 \| 200年 \| 201年 \| 202年 \| 203年 \| 204年 |
| 纪年： | 己卯年（兔年）；东汉建安四年                                                                    |

## 大事记
- 中国
  - 袁绍消灭公孙瓒势力。
  - 曹操消滅呂布勢力。
  - 曹操消滅袁術勢力。

## 各国领袖

### 非洲
- 库施
  - 国王：Amanikhareqerem（190年－200年）

### 亚洲
- 中国
  - 东汉：
    - 皇帝：汉献帝（無實權，曹操操控）（189年－220年）
- 朝鲜
  - 百济：
    - 国王：肖古王（166年－214年）

  - 高句丽：
    - 国王：山上王（197年－227年）

  - 新罗：
    - 国王：奈解尼师今（196年－230年）

### 欧洲
- 高加索伊比里亚
  - 国王：列夫一世（189年－216年）
- 罗马帝国
  - 皇帝：塞维鲁（193年－211年）

### 中东
- 奥斯若恩
  - 国王：Abgar IX（177年－212年）
- 安息
  - 国王：沃洛吉斯五世（191年－208年）

## 出生
- 張昌蒲，鍾會生母。

## 逝世
- 吕布，東漢末年群雄之一。
- 公孙瓒，東汉末将领。
- 袁术，東漢末軍閥。
- 車冑，東漢末年時曹操大將。
- 眭固，楊醜部下。
- 陳宮，呂布謀士。
- 高順，呂布將領。